# Der Wolkenmann und der König
Der Wolkenmann und der König ist ein orientalisches Märchen aus den Geschichten aus Tausendundeiner Nacht. in der Arabian Nights Encyclopedia wird es als ANE 169 gelistet.
Die Geschichte erzählt von einem gottesfürchtigen israelitischen Einsiedler, der ein Königspaar trifft.

## Handlung
Einst lebte ein frommer Israelit als Einsiedler im Gebirge. Für seine Frömmigkeit schenkte Gott ihm eine Wolke, die ihm überall hin folgte und mit Wasser versah, sowohl zum Waschen als auch zum Trinken. Als der Einsiedler jedoch in seinem Gottesdienst nachlässig wurde, entzog Gott ihm die Wolke. Im Traum erschien ihm eine Vision, die sagte, wenn er zu einem bestimmten König gehe, werde er seinen Segen wiedererlangen. Daraufhin begab sich der Einsiedler zu dem besagten König und trat am Audienztag vor, der ihn mit den Worten „Willkommen, Herr der Wolke“ begrüßte. Schließlich führte der König den Einsiedler in sein Schloss, wo der König sein edles Gewand ablegte und in ein einfaches Wollkleid schlüpfte. Dann rief er seine Gattin, die ebenfalls in ein einfaches Wollkleid gekleidet war, und auch sie sprach den Einsiedler mit „Herr der Wolke“ an. Das Paar berichtet ihm, dass sie statt als Könige zu herrschen, lieber als gottesfürchtige Einsiedler gelebt hätten, doch ihr Reich nicht dem Chaos überlassen wollten. Daher erledigten sie ihre Amtsgeschäfte, gingen für den Rest des Tages in ein asketisches Leben über und lebten so nun schon seit vierzig Jahren. Nachdem der Einsiedler über die Nacht beim Königspaar geblieben war, bildete sich am nächsten Morgen eine Wolke, woraufhin die Königin sagte, dass ihr Gebet an Gott erhört worden ist. Der Einsiedler verließ das gottesfürchtige Königspaar und ging mit seiner Wolke davon, während auch alles Weitere, um das er Gott bat, erfüllt wurde.

## Hintergrund
Die Geschichte findet sich in den ägyptischen Handschriften und den frühen arabischen Druckausgaben, mit Ausnahme der Breslauer Edition. Gustav Weil griff für seine Übersetzung unter anderem auf die Bulaq-I-Edition zurück, Richard Francis Burton und Enno Littmann auf die Kalkutta-II-Edition.
Außerhalb von Tausendundeine Nacht-Kontexten findet sich die Geschichte im al-Mustatraf von al-Ibschihi (15. Jahrhundert).

## Ausgaben
- Gustav Weil: Tausend und eine Nacht – Arabische Erzählungen, Karl Müller Verlag, Erlangen 1984 (Erstausgabe 1839), Band 4, S. 342–346.
- Enno Littmann: Die Erzählungen aus den tausendundein Nächten, Karl Insel Verlag, Frankfurt 1968, Band 3, S. 731–736.